# Entracte (film)
Pour les articles homonymes, voir Entracte (homonymie).
Pour plus de détails, voir Fiche technique et Distribution.
Entracte est un court métrage français réalisé par Yann Gonzalez et sorti en 2007.

## Fiche technique
- Titre : Entracte
- Réalisation : Yann Gonzalez
- Scénario : Yann Gonzalez
- Photographie : Claire Mathon
- Costumes : Édouard Lafranque
- Son : Xavier Thieulin et Damien Boitel
- Montage : Thomas Marchand
- Musique : Lio et Purple Confusion
- Sociétés de production : Edna Films - Épicentre Films
- Pays d'origine :  France
- Durée : 15 minutes
- Date de sortie : France - 23 mai 2007

## Distribution
- Pierre-Vincent Chapus
- Kate Moran
- Salvatore Viviano

## Distinctions

### Récompense
- Grand prix du court métrage au Festival du film de Belfort - Entrevues 2007[1]

### Sélections
- Festival de Cannes 2007 (sélection de la Quinzaine des réalisateurs)[2]
- Festival international du court métrage de Clermont-Ferrand 2008[3]
- Festival international du film de La Rochelle 2008[4]
- Festival international de cinéma de Porto 2009[5]